# Charles Graux (Philologe)

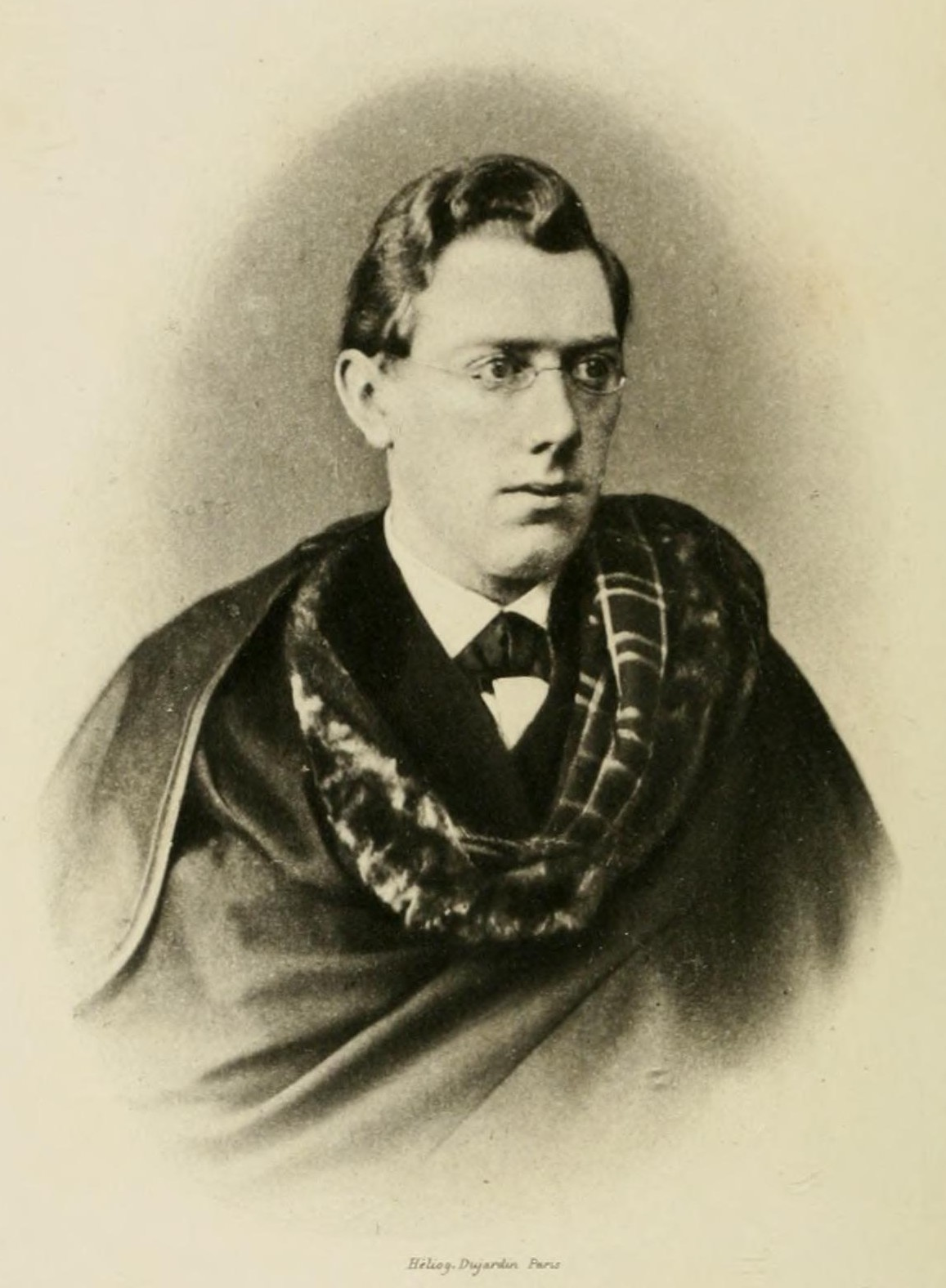
Charles Graux (1875)

Charles Graux (* 23. November 1852 in Vervins; † 13. Januar 1882 in Paris) war ein französischer Klassischer Philologe und Paläograph.

## Leben
Charles Graux besuchte in Paris die École des Chartes und die École pratique des hautes études, wo er sich besonders an den Gräzisten Édouard Tournier (1831–1899) anschloss. Tournier führte ihn in die griechische Paläographie und Textkritik ein. Im April 1872 erwarb Graux das Lizenziat. Ab November 1873 hielt er als Répétiteur erste eigene Lehrveranstaltungen an der École pratique des hautes études ab und übernahm die Leitung der Zeitschriften Revue de philologie und Revue critique. Gleichzeitig arbeitete er als Bibliothekar an der Universitätsbibliothek.
Graux wurde schon früh wegen seiner herausragenden Kenntnisse in der griechischen Paläographie auf Regierungskosten zu langjährigen Forschungsreisen ausgesandt. Er untersuchte hunderte Handschriften in den wissenschaftlichen Bibliotheken Schwedens, Dänemarks, Portugals und Spaniens. Auf seinen Forschungsreisen wurde er auch dem spanischen König Alfons XII. vorgestellt, mit dem er während der Audienz über die internationale Ausleihe von Handschriften verhandelte. Graux’ erste Publikation war der Handschriftenkatalog der Königlichen Bibliothek zu Kopenhagen (1879).
Am 11. Januar 1881 wurde Graux mit einer Dissertation über eine Plutarch-Handschrift zum Docteur des Beaux-Arts promoviert, kurz darauf zum Maître de conférences an der École pratique des hautes études ernannt und mit Lehrveranstaltungen über griechische Geschichte und Altertümer beauftragt. Ehe das Fach gegen Jahresende eingerichtet wurde, unternahm Graux eine Forschungsreise nach Italien, wo er sich in Florenz und Rom aufhielt. In Rom blieb er mehrere Wochen in der Vatikanischen Bibliothek und unterstützte die dortigen Forscher mit seinen paläographischen Kenntnissen. Er sagte auch zu, zwecks Katalogisierung der Handschriften zurückzukehren. Im Januar 1882 kehrte er nach Paris zurück und verstarb dort an einer Erkrankung.
Graux’ früher Tod rief in der akademischen Welt ganz Europas Betroffenheit hervor. Im In- und Ausland erschienen mehrere Nachrufe. Auf Betreiben seiner Familie und Kollegen erschien 1884 eine Gedenkschrift (Mélanges Graux) mit Beiträgen namhafter Gelehrter aus Belgien, Dänemark, Deutschland, Frankreich, Griechenland, Italien, den Niederlanden, Österreich-Ungarn, Russland, der Schweiz und den Vereinigten Staaten, darunter Eugène Benoist, Gaston Boissier, Friedrich Blass, Auguste Bouché-Leclercq, Ivo Bruns, Carel Gabriel Cobet, Domenico Comparetti, Ernest Desjardins, Émile Egger, Richard Foerster, Victor Gardthausen, Theodor Gomperz, Herman Haupt, Louis Havet, Johan Ludvig Heiberg, Henrik van Herwerden, Milton W. Humphreys, Spyridon Lambros, Gustav Löwe, Ernst Maass, Johan Nicolai Madvig, Ludwig Mendelssohn, Feodor Mischtschenko, Theodor Mommsen, Karl Konrad Müller, Henri Omont, Salomon Reinach, Théodore Reinach, Ferdinand de Saussure, Karl Schenkl, Alfred Schöne, Eduard Schwartz, Franz Susemihl, Emil Ponori Thewrewk, Girolamo Vitelli und Henri Weil.
Graux’ zahlreiche nachgelassene Schriften und Manuskripte wurden noch lange nach seinem Tod von anderen Gelehrten herausgegeben.

## Schriften
- Notices sommaires des Manuscrits Grecs de la Grande Bibliothèque Royale de Copenhague. Paris 1879
- Essai sur les origines du fonds Grec de l’Escurial: épisode de l’histoire de la renaissance des lettres en Espagne. Paris 1880
- De Plutarchi codice manu scripto matritensi injuria neglecto. Paris 1880 (Dissertation)
- Plutarque, Vie de Démosthène. Texte grec, revu sur le manuscrit du Madrid, accompagné d’une notice sur Plutarque et sur les sources de la vie de Démosthène, d’un argument et de notes en français. Paris 1881
- Plutarque, Vie de Cicéron suivie du Parallèle de Démosthène et de Cicéron. Texte grec, revu sur le manuscrit du Madrid, accompagné d’une notice sur Plutarque et sur les sources de la vie de Cicéron, d’un argument et de notes en français. Paris 1881

postum erschienen
- Oeuvres. Edition posthume dirigée par son père et suveillée par Ch. Émile Ruelle. Zwei Bände, Paris 1884–1886
  - Band 1 (1884) Notices bibliographiques et autres articles publiés dans les Revues critique, historique, de philologie, et internationale, de l’enseignement
  - Band 2 (1886) Textes grecs
- Gaston Paris, Ernest Lavisse (Hrsg.): L’université de Salamanque: avec deux discours. Paris 1887
- Albert Martin (Hrsg.): Notices sommaires des manuscrits grecs de Suède. Paris 1889
- Albert Martin (Hrsg.): Fac-similés de manuscrits grecs d’Espagne. Paris 1891
- Albert Martin (Hrsg.): Notices sommaires des manuscrits grecs d’Espagne et de Portugal. Paris 1892
- Charles-Émile Ruelle (Hrsg.): Les articles originaux publiés dans divers recueils. Paris 1893
- Correspondance d’Espagne. New York 1905